# Geisenbach
Geisenbach ist ein Weiler in der Gemarkung Ober-Mumbach der Gemeinde Mörlenbach im südhessischen Landkreis Bergstraße.

## Geographische Lage
Geisenbach liegt im Südosten der Gemarkung Ober-Mumbach im westlichen Odenwald in der Nähe der Bergstraße im Quellgebiet des Mumbachs, einem linken östlichen Zufluss der Weschnitz. Geisenbach besteht im Wesentlichen aus sechs landwirtschaftlichen Gehöften, die in enger Nachbarschaft zueinander erbaut wurden. Südöstlich des Weilers erreicht der höchste Punkt der Ober-Mumbacher Gemarkung eine Höhe von etwa 370 Meter.
Im Umkreis von weniger als einem Kilometer um Geisenbach liegen im Westen der Weiler Rohrbach, im Süden der Weiler Schnorrenbach und im Osten das Dorf Vöckelsbach.

## Geschichte
Die Statistisch-topographisch-historische Beschreibung des Großherzogthums Hessen berichtet 1829 über Geisenenbach:

„Geisenbach (L. Bez. Lindenfels), Weiler hat 3 Häuser und 27 Einw. darunter 13 Luth. 13 Reform. und 1 Kath. Er liegt in der Gemarkung Von Obermumbach und kam 1802 von Churpfalz an Hessen.“

Im Neuestes und gründlichstes alphabetisches Lexicon der sämmtlichen Ortschaften der deutschen Bundesstaaten von 1845 heißt es über Geisenbach:

„Geisenbach bei Oberwambach. — Höfe, zur evangel. Pfarrei Birkenau u. Waldmichelbach, resp. zur kathol. Pfarrei Mörlenbach gehörig. — 2 H. 27 E. — Großherzogthum Hessen. — Provinz Starkenburg. — Kreis Heppenheim. — Landgericht Fürth. — Hofgericht Darmstadt. — Der Ort ist im J. 1802 von Kurpfalz an Hessen gekommen.“

In den Statistiken des Großherzogtums Hessen werden, bezogen auf Dezember 1867, für den Weiler Geisenbach mit der Bürgermeisterei in Reisen, 5 Häuser, 34 Einwohnern, der Kreis Lindenfels, das Landgericht Fürth, die evangelisch-lutherische Pfarrei Birkenau bzw. die reformatorische Pfarrei Wald-Michelbach des Dekanats Lindenfels und die katholische Pfarrei Mörlenbach des Dekanats Heppenheim, angegeben.
Im Wesentlichen teilt sich der Weiler die Geschichte mit Ober-Mumbach in dessen Gemarkung er liegt. Für 1927 wird die Einwohnerzahl 41 angegeben.
Zusammen mit Ober-Mumbach wurde Geisenbach im Vorfeld der Gebietsreform in Hessen am 31. Dezember 1970 Teil der Gemeinde Mörlenbach.

## Verkehr
Eine Straßenverbindung von Ober-Mumbach nach Geisenbach besteht durch eine etwa 400 Meter lange Gemeindeverbindungsstraße, die kurz vor Rohrbach von der Kreisstraße K 12 abzweigt.